# Mareckie Centrum Edukacyjno-Rekreacyjne
Mareckie Centrum Edukacyjno-Rekreacyjne – powstałe przy ulicy Wspólnej 40/42, w Markach, otwarte jesienią 2019 roku – to pierwszy w Polsce obiekt użyteczności publicznej o niespotykanych do tej pory rozwiązaniach proekologicznych, dla którego wydany został certyfikat ekologiczny BREEAM. Jest on także pierwszym w Polsce budynkiem, na którego dachu zaprojektowano i zrealizowano zielony dach w formie zbiornika wodnego z roślinnością bagienną. W jednym z dwóch budynków centrum swoją siedzibę ma Szkoła Podstawowa nr 4.

## Historia
Pomysł stworzenia Mareckie Centrum Edukacyjno-Rekreacyjne miał być odpowiedzią na potrzeby dynamicznie rozwijającego się miasta Marki. Niezbędne było stworzenie miejsca przeznaczonego edukacji dzieci, które jednocześnie poza godzinami pracy szkoły oferowałoby mieszkańcom rozmaite atrakcje. Ideą było także utrzymanie budynku w duchu postępu technologicznego i troski o ekologię.
W 2012 roku w wyniku konkursu wyłoniona została koncepcja spełniającą kryteria, których jednym z najważniejszych była oszczędność energetyczna – władze miasta planowały wybudować szkołę pasywną, w której energia byłaby nie tylko odzyskiwana z wnętrza budynku ale także produkowana.
Autorem projektu została pracownia architektoniczna Punkt Zero Piotr Kuś, która w części energetycznej wspierana była przez doktora nauk chemicznych-termodynamik Ludomira Dudę z Uniwersytetu Warszawskiego.
Pierwotny projekt przewidywał powstanie gimnazjum jednak w wyniku reformy edukacyjnej w 2017 roku konieczne było wykonanie zamiennego rozwiązania odpowiadającego potrzebom szkoły podstawowej.
Zespół budynków został zrealizowany przez wykonawcę, firmę Budimex w zaledwie 18 miesięcy na dawnych nieużytkach w sąsiedztwie zbiornika wodnego Konne. Realizacja jako jedna z pierwszych w Polsce prowadzona była w oparciu o technologię BIM, na cyfrowej platformie służącej do koordynacji procesu budowlanego.

## Skład Kompleksu
W skład całości realizacji wchodzą budynek o funkcji edukacyjnej, budynek o charakterze multifunkcyjnym oraz obiekty terenowe: pełnowymiarowe boisko piłkarskie (z certyfikacją III ligową), boisko wielofunkcyjne, przestrzeń do uprawiania lekkoatletyki, plac zabaw, strefa do street workoutu oraz miasteczko ruchu drogowego.

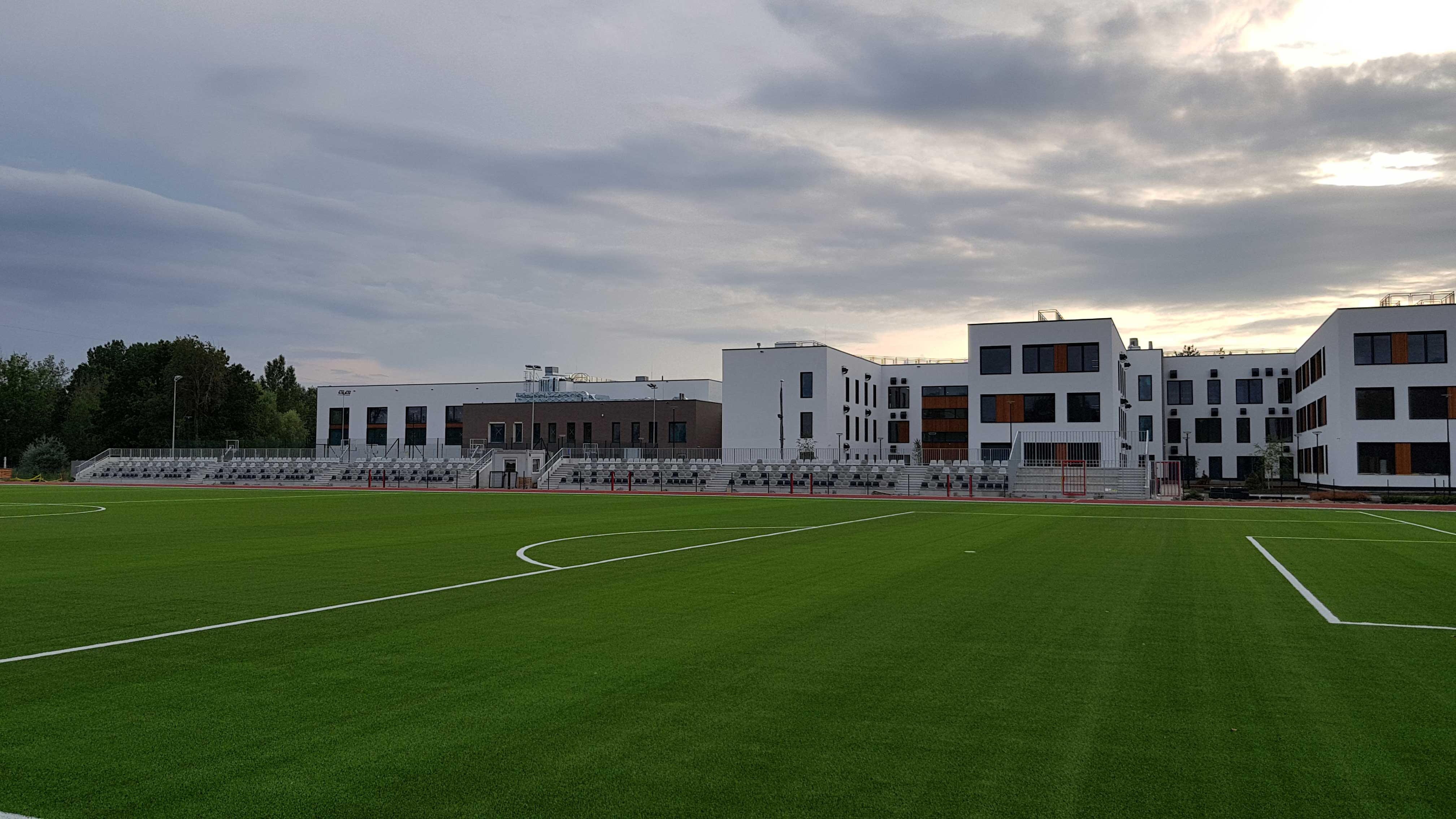

## Budynek A
W budynku edukacyjnym mieści się Szkoła Podstawowa nr 4 oraz filia mareckiej Biblioteki Publicznej. Szkoła przewidziana na 1200 dzieci posiada swój własny zespół żywieniowy. Każda z klas została wyposażona w indywidualną wentylację mechaniczną z możliwością odzysku ciepła. System wentylacji opiera się na innowacyjnych centralach rekuperacyjnych. Centrale te połączone ze zlokalizowanymi na dachu pompami ciepła, typu powietrze-powietrze, dają możliwości w zależności od pory roku optymalnie ogrzewać oraz chłodzić powietrze w pomieszczeniach. Po raz pierwszy w tego typu budynku zostały zastosowane, także zintegrowane czerpnio-wyrzutnie ścienne, które umożliwiły zagospodarowanie ok. 70 procent dachu jako powierzchnia biologicznie czynna.

## Budynek B
Budynek B został poświęcony głównie funkcji sportu.
Na pierwszej kondygnacji zlokalizowane zostały: duża hala sportowa z pełnowymiarowym boiskiem do piłki ręcznej i ścianką wspinaczkowa, sala do tańca i fitnessu oraz sala do sportów walki.
Na kondygnacji drugiej mieści się hala pływalni z 25 metrowym basenem sportowy, basenem rekreacyjnym z ok. 70 m zjeżdżalnią wodną. Dopełnieniem atrakcji basenowych jest strefa spa z grotą solną, unikalną grotą śnieżną, oraz czterema rodzajami saun.
W budynku znalazło się także miejsce dla sali widowiskowa mogącej pomieścić 300 widzów, w której realizowane będą przedstawienia teatralne oraz pokazy audio i wizualne.

## Rozwiązania Ekologiczne
Oprócz rozwiązania wentylacyjnego zakładającego odzysk ciepła budynki utrzymują bardzo wysokie parametry termiczne dla przegród budowlanych. Unikalne rozwiązania dachu bagiennego stanowi izolację termiczną oraz w gorące dni wpływa na poprawę klimatu otaczający budynek. Według założeń projektowych przez większość roku stan wody utrzymywany będzie na poziomie 30 cm co pozwoli na wegetację roślinności, natomiast zimą po spuszczeniu wody do ok. 5 cm rośliny wejdą w naturalny stan hibernacji.

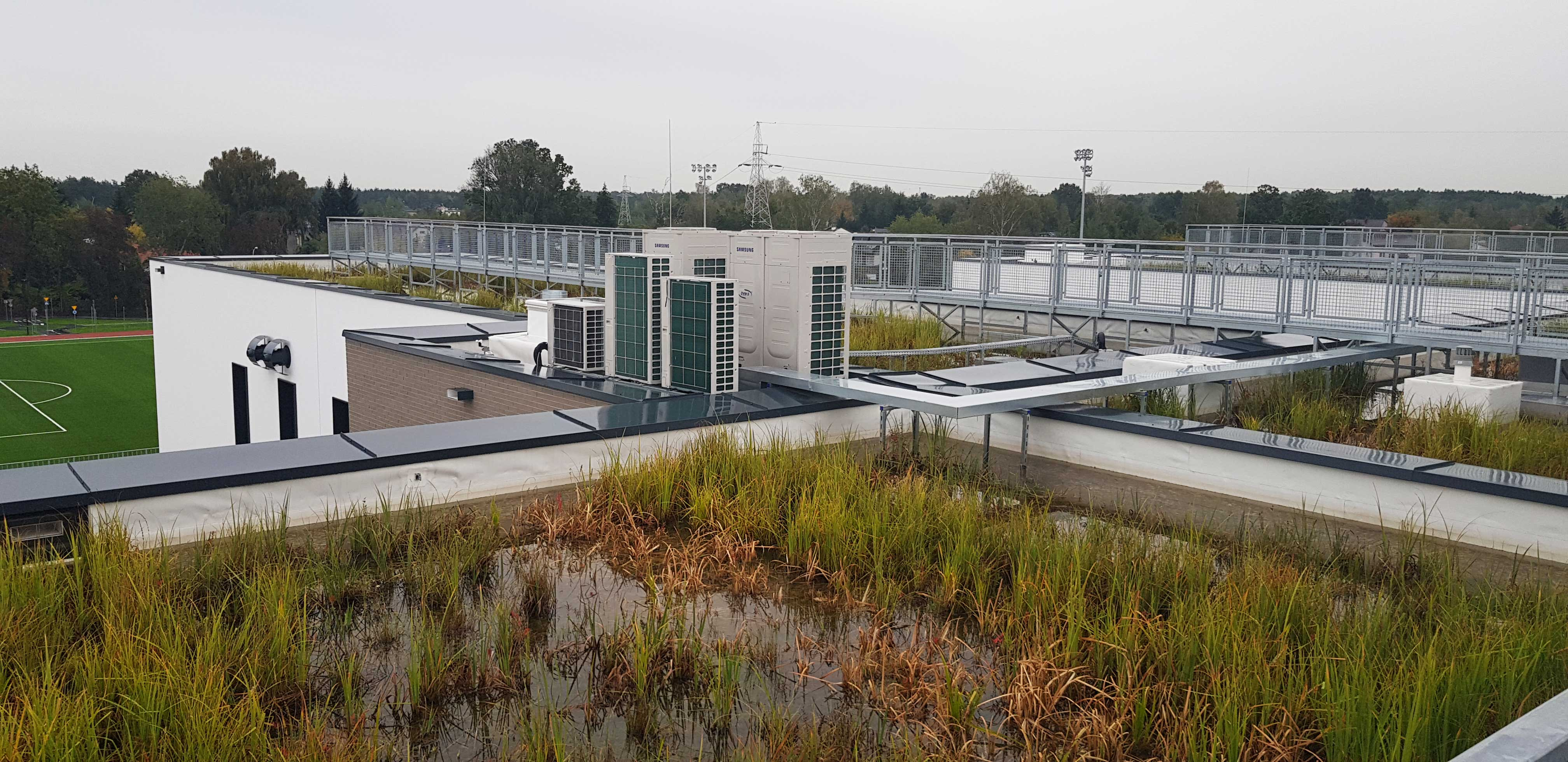
Widok dachu bagiennego

Dach bagienny umożliwi także retencję wody, która w przypadku nadmiaru grawitacyjnie odprowadzana będzie do zbiornika regencyjnego pod trybunami boiska i wykorzystywana w późniejszym czasie.
Aby zapewnić samowystarczalność energetyczną obiekt został także wyposażony w zespół kogeneracji, który w wyniku spalania gazu z sieci miejskiej generuje energię elektryczną oraz cieplną potrzebna do ogrzania wody bytowej. Poza źródłem kogeneracyjnym na dachu budynku B znajduje się instalacja fotowoltaiczna o mocy 60 kW.
Cały budynek zarządzany jest przez BMS (ang. Building Management System, System zarządzania budynkiem) dzięki któremu możliwe jest monitorowanie parametrów energetycznych, tworzenie scenariuszy i algorytmów zarządzania ciepłem i energią, wizualizowanie zużycia mediów.

## Nagrody i certyfikaty
Nagrody PLGBC Green Building Awards 2012: Najlepszy ekologiczny projekt
Certyfikat BREEAM Very Good